# Turks-Orthodoxe Kerk

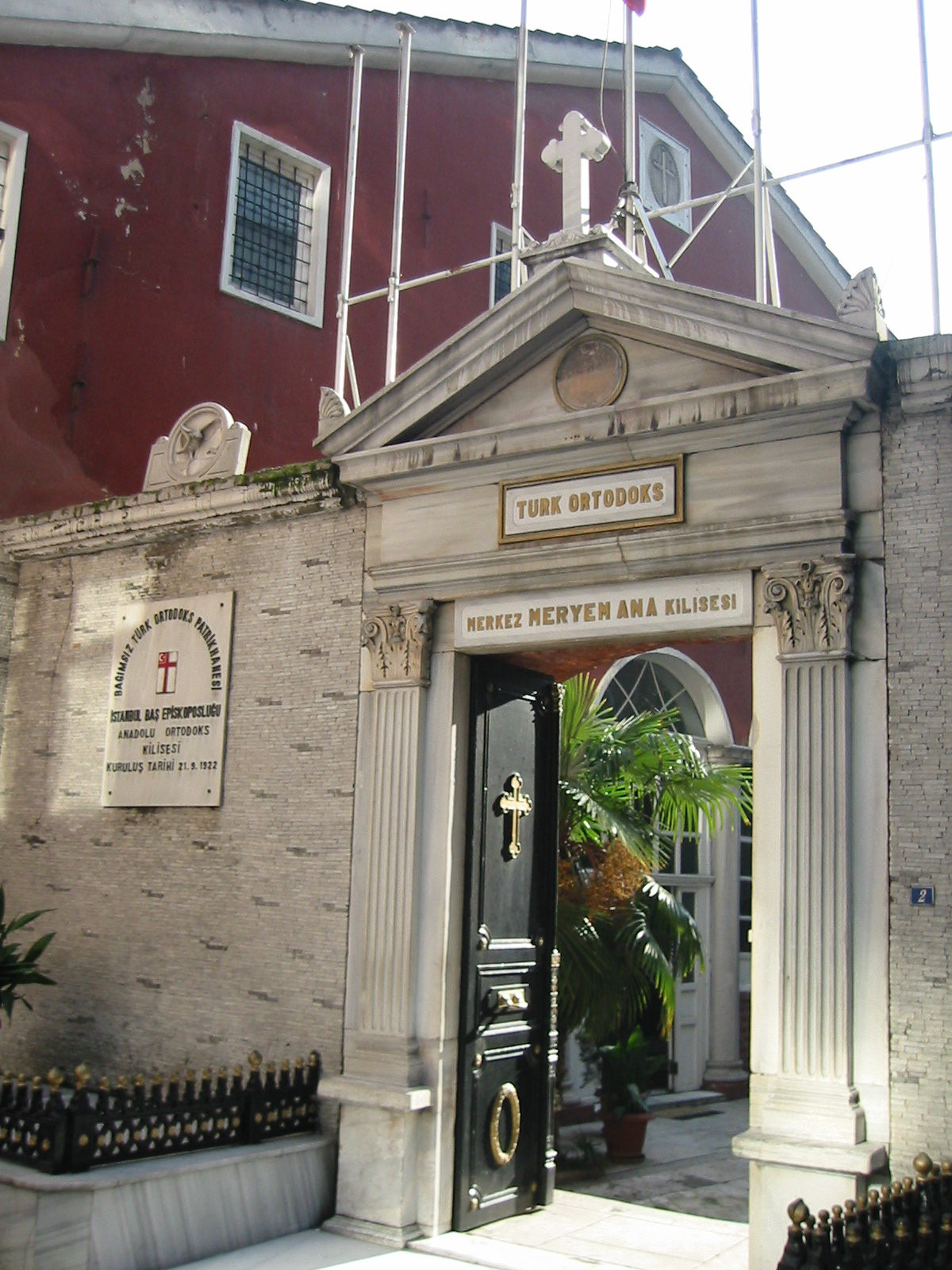
Toegang tot het heiligdom

De Turks-Orthodoxe Kerk (Turks: Türk Ortodoks Kilisesi), ook bekend als het 
Autocefaal Turks-orthodoxe Patriarchaat (Turks: Bağımsız Türk Ortodoks Patrikhanesi) is een – op nationalistische gronden – opgerichte niet-canonieke kerk in Turkije. De doctrine en de liturgie zijn deze van de oosters-orthodoxe kerken. De liturgie gebruikt de Turkse taal.
Deze kerk  werd  gesticht op 21 september 1924 door Papa Eftim I.  Hij won snel erkenning door de nieuw gevormde Turkse republiek, die na de val van het Ottomaanse Rijk werd opgericht. Het uitgangspunt van de Turks-Orthodoxe Kerk betrof de gedachte dat het oecumenisch patriarchaat van Constantinopel te etnisch gecentreerd was op de Griekse bevolking van Turkije. Papa Eftim, die geëxcomuniceerd werd door het patriarchaat van Constantinopel, riep een kerkelijk congres samen dat hem in 1924 als paus van het Turks-orthodoxe Patriarchaat aanwees.
De Turks-Orthodoxe Kerk telt momenteel minder dan 100 leden die meer of minder alle tot de familie Erenerol horen. In Istanbul zijn er drie Turks-orthodoxe kerken, waaronder de Aya-Nikolakerk en de Aya-Yanikerk.

## Patriarchen
- Papa Eftim I - (Turks. Zeki Erenerol) - (1923-1962)
- Papa Eftim II - (Sokrat Turgut Erenerol) - (1968-1991)
- Papa Eftim III -(Selçuk Erenerol) - (1991-2002) - trad af in 2002 onder protest vanwege de meer eensgezinde houding van de Turkse regering ten opzichte van de Patriarchaat van Istanbul en overleed een paar maanden erna.
- Papa Eftim IV - (Paşa Ümit Erenerol) - (2002- )